# Tortula santiagensis
Tortula santiagensis är en bladmossart som beskrevs av Brotherus 1924. Tortula santiagensis ingår i släktet tussmossor, och familjen Pottiaceae. Inga underarter finns listade i Catalogue of Life.